# Ashby Woulds
Ashby Woulds – wieś w Anglii, w hrabstwie Leicestershire, w dystrykcie North West Leicestershire. Leży 30 km na północny zachód od miasta Leicester i 169 km na północny zachód od Londynu.